# 檻 (小説)
『檻』（おり）は、日本の推理作家・北方謙三の長編ハードボイルド小説。

## 概要
『眠りなき夜』に初登場し、北方作品の人気キャラクターとなっている高樹刑事の私生活が描かれている。
香山二三郎は『日本ミステリー最前線1』で、北上次郎は『余計者文学の系譜』で本作を紹介している。
1983年、第2回日本冒険小説協会大賞の国内部門大賞を受賞している。第89回直木賞候補作。
北方は本作の映像化権を松田優作に“預けた”としている。実現はしなかったが、『ブラック・レイン』撮影中の松田から、帰国したら必ずやるからと電話があったという。

## あらすじ
小規模のスーパーを営む滝野和也。裏社会に生きることをやめ、表の世界でまともに生きてゆくことを決意し、今こうして平凡な日々を送っている。しかし、それが崩れようとしていた。スーパーへの数件に渡るいやがらせ行為。それは妻が営む喫茶店まで及んでいた。騒ぎを起こしたチンピラを、暴力で問い詰める。そして滝野のスーパーがある土地の買取抗争に関わる。そのなかで滝野は、かつての「血」が沸き立つのを感じていた。身体が、今の檻の中に居るような生活を拒否し始めたのだ……。

## 登場人物
- 滝野和也
- 暁美
- 高安：キャバレー経営者
- 平川：探偵
- 高樹
- 村沢

## 出版履歴
- 1983年　集英社より単行本刊行
- 1987年　集英社文庫版刊行